# Theresa May
Theresa Mary May, (rođ. Brasier; Eastbourne, East Sussex, 1. listopada 1956.), britanska je političarka. Bila je zastupnica Konzervativne stranke u House of Commons od britanskih izbora 1997., izabrana u izbornoj oblasti Maidenhead. Izabrana je za vođu britanske Konzervativne stranke 11. srpnja 2016., i imenovana je za Premijerku Ujedinjenog Kraljevstva 13. srpnja 2016., naslijedivši na toj poziciji Davida Camerona.
May je bila tajnica Konzervativne stranke 2002. – 2003., ministrica bez portfelja od 1998. do 2010., i poslanica Državnog savjeta Ujedinjenog Kraljevstva (Privy Council) od 2003. godine. U vladi Davida Camerona obnašala je dužnost ministra unutrašnjih poslova Ujedinjenog Kraljevstva, a bila je i ministrica jednakosti i ravnopravnosti žena.
Jedno od prvih pitanja koje je trebala riješiti kao ministrica unutrašnjih poslova bila je tragedija u Cumbriji.
Theresa May članica je Engleske crkve i kćerka je vikara.

## Vanjske poveznice
- Profil na stranicama Konzervativne stranke  Arhivirana inačica izvorne stranice od 7. svibnja 2016. (Wayback Machine)
- Profil na stranicama Parlamenta Ujedinjenog Kraljevstva
- Prinosi u Parlamentu  Arhivirana inačica izvorne stranice od 14. ožujka 2018. (Wayback Machine) na Hansard 1803–2005